# Campagnano di Roma
Campagnano di Roma ist eine italienische Gemeinde in der Metropolitanstadt Rom in der Region Latium mit 10.935 Einwohnern (Stand 31. Dezember 2023). Sie liegt 29 Kilometer nordwestlich von Rom.

## Geografie

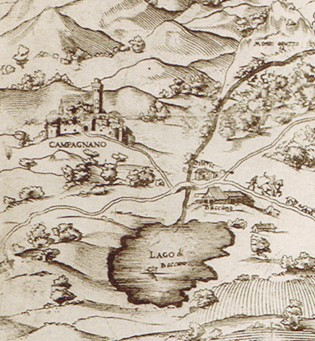
Campagnano auf einer Karte von 1547

Campagnano di Roma liegt im vulkanischen Hügelland mit seinen tief eingeschnittenen Tälern, östlich der Sabatiner Bergen und des Braccianosees. Zum Gemeindegebiet gehören der Lago di Martignano und ein Teil des Regionalparks von Veio; der vulkanisch entstandene Lago di Baccano im Südwesten Campagnanos wurde in der Zeit Benito Mussolinis trockengelegt.

### Verkehr
Campagnano ist über die Strada Stadale 2 Via Cassia mit dem Fernstraßennetz verbunden. Ein Ortsbus verbindet die Gemeinde mit dem Bahnhof Cesano an der Regionalbahnstrecke FR3 Rom-Viterbo. Bei Campagnano gibt es einen kleinen Flugplatz (Aviosuperficie La Celsetta) für die Allgemeine Luftfahrt.

## Geschichte

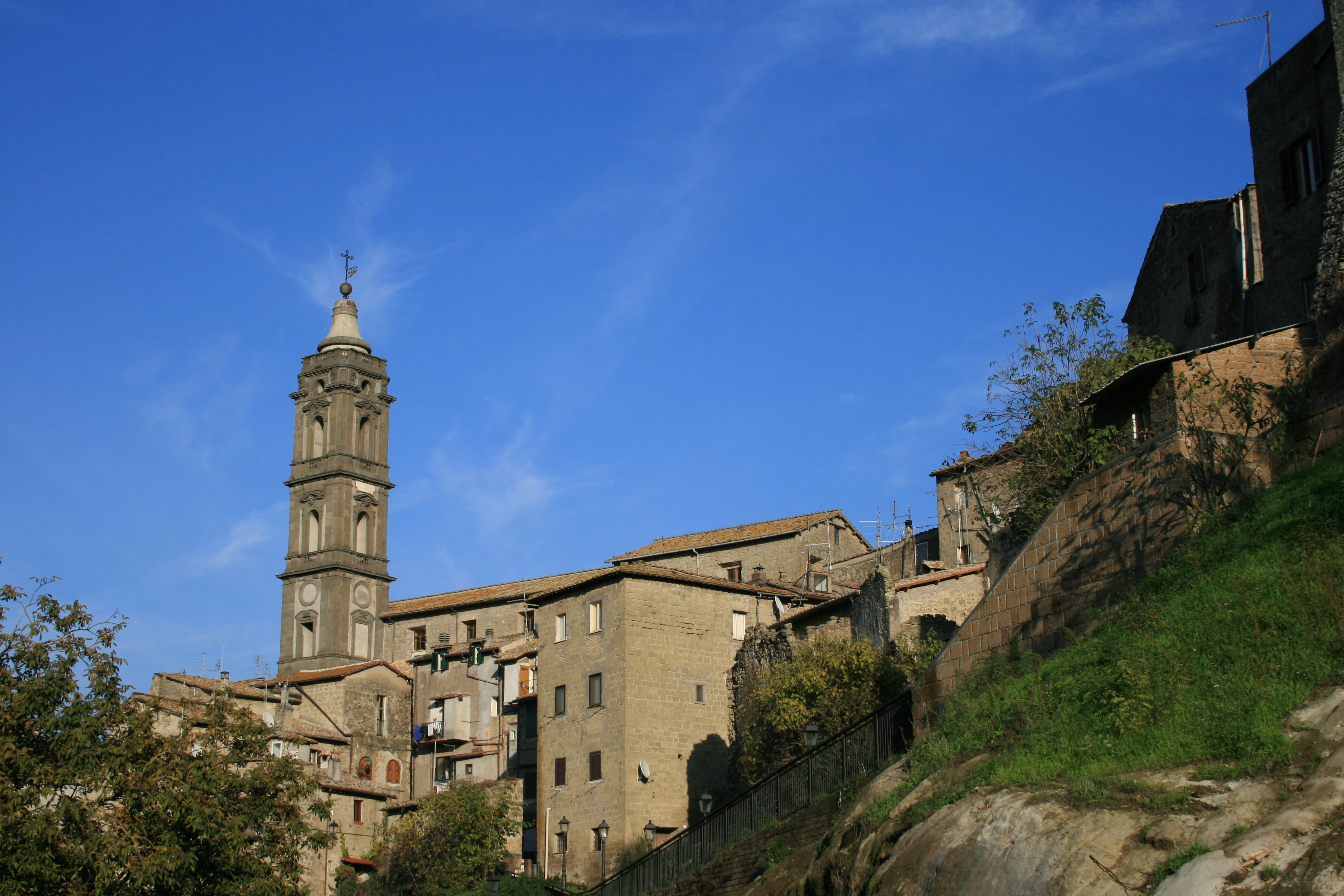
Campagnano di Roma

Das historische Zentrum liegt auf einem Felsen, der von Wasserläufen umgeben ist. Die ringsum gefundenen Gräber aus archaischer Zeit bezeugen die Zugehörigkeit einer frühen Siedlung zur faliskisch-capenatischen Kultur. Nach der Eroberung von Veii durch die Römer im Jahre 396 v. Chr. kam dessen Umland in römischen Besitz. Südlich des heutigen Ortes wurden die Reste einer römischen Straßenstation freigelegt, die sich zwanzig Meilen von der Hauptstadt entfernt an der Via Cassia befand. Die als mansio ad vacanas benannte Örtlichkeit war vom späten 1. bis zum 5. Jahrhundert in Funktion und bestand aus einer Therme, Verkaufsläden und einem kleinen Forum. Außerdem ist ein langes Stück der römischen Straße mit seiner Pflasterung zu sehen. An der mansio wurde im 4. Jahrhundert eine Kirche für den dort angeblich zur Zeit des Kaisers Caracalla hingerichteten Bischof Alexander erbaut.
Bei der Straßenstation fand im Jahre 911 ein Gefecht gegen eingefallene Sarazenen statt. Wenig später wurde sie im Reisebericht des Erzbischofs Sigerich von Canterbury mit dem Namen Bacane als dritte Raststation vor Rom genannt. Die Restsiedlung war zuvor Bestandteil der von Papst Hadrian I. (772–795) angelegten domusculta von Capracoro geworden, eines großen Territoriums zur landwirtschaftlichen Versorgung Roms. Ein Ort mit dem Namen Campagnano wird erstmals im Jahre 1076 genannt. Zur Erklärung dieses Namens hat sich letztlich der Bezug auf das Wort campana, also Glocke, durchgesetzt, der sich im Ortswappen niederschlägt. Im Jahre 1480 verkaufte die Kommune von Rom durch ihren Senat den Ort an Gentile Virginio Orsini, achten Grafen von Tagliacozzo; 1558 wurde er Bestandteil des Herzogtums Bracciano. Am 5. September 1661 kaufte ihn für insgesamt 345.000 Scudi zusammen mit anderen benachbarten Orten Papst Alexander VII. (1655–1667) für seinen Neffen Agostino Chigi vom hochverschuldeten Herzog Flavio Orsini; danach wurde dieses Gebiet zum Fürstentum Campagnano erhoben. Nach dem Erwerb wurde eine planmäßige Ortserweiterung in südliche Richtung vorgenommen. Das Ende des Kirchenstaates im September 1870 brachte die Eingliederung Campagnanos in das neue Königreich Italien.

## Bevölkerungsentwicklung

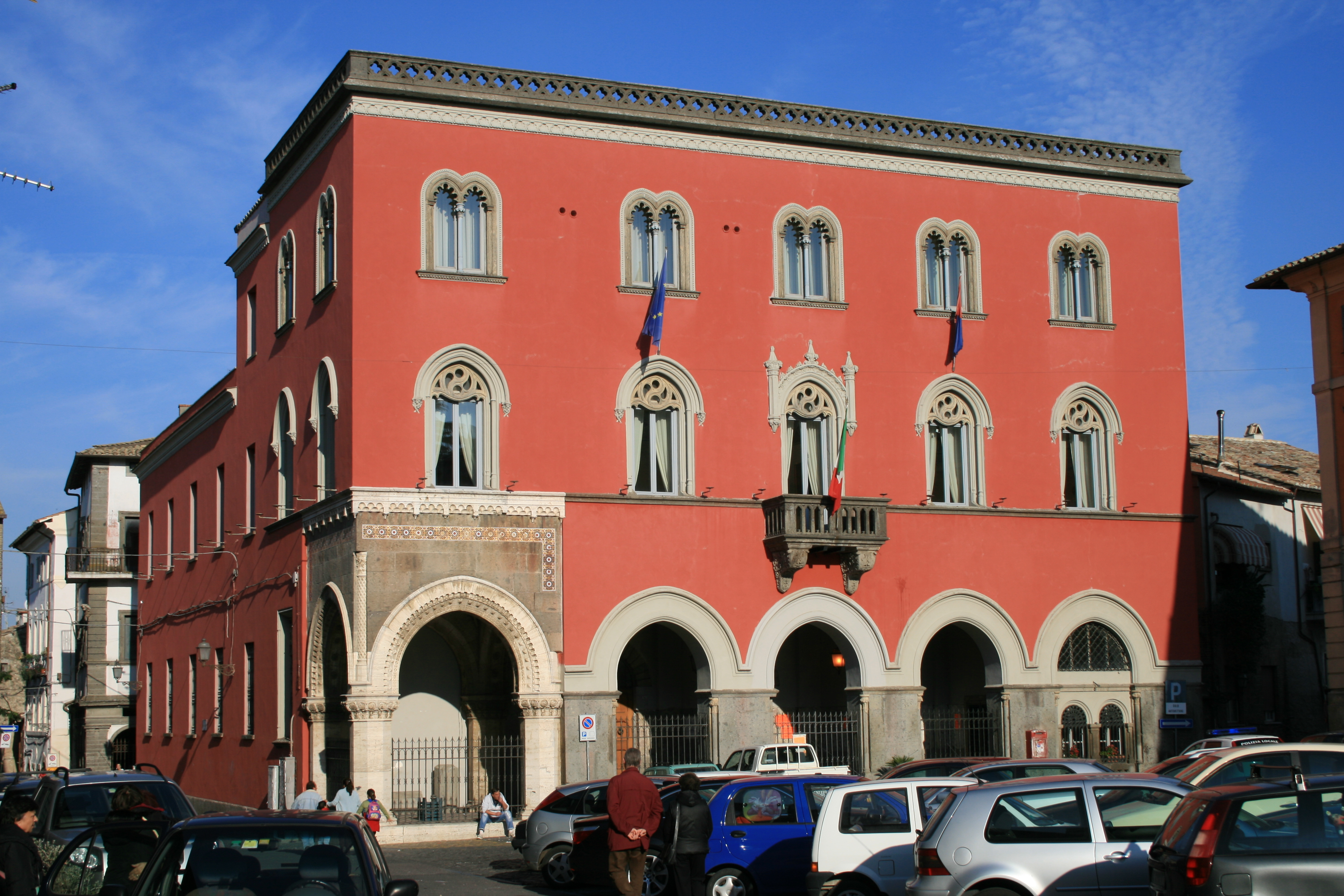
Rathaus von Campagnano

| Jahr      | 1871 | 1881 | 1901 | 1921 | 1936 | 1951 | 1971 | 1991 | 2001 |
| Einwohner | 1871 | 2030 | 2753 | 3041 | 3247 | 3529 | 4246 | 6874 | 8708 |

Quelle: ISTAT

## Politik
Francesco Mazzei (PD) wurde im Mai 2011 zum zweiten Mal zum Bürgermeister gewählt. Sein Mitte-links-Bündnis stellt auch mit 8 von 12 Sitzen die Mehrheit im Gemeinderat. Seit dem 6. Juni 2016 ist Fulvio Fiorelli Bürgermeister.

## Sehenswürdigkeiten
- Porta Romana: Toranlage als Zugang zum Ortszentrum aus der Zeit der Chigi-Herrschaft.
- Palazzo Venturi: Neben dem Tor stehend beherbergt das Gebäude die städtischen Kulturinstitutionen, darunter das Museum, in dem die Funde der römischen Straßenstation zu sehen sind.
- Rathaus: An der Piazza Cesare Leonelli stehendes neugotisches Gebäude, in dessen Portikus der übereck befindliche Bogen durch Schmuckelemente in gotischer Nachahmung auffällt.
- Fontana dei Delfini: Vor dem Rathaus befindlicher Spätrenaissancebrunnen mit den namengebenden Delphinen, einer Glocke als Aufsatz und einer Ehreninschrift für Fürst Agostino Chigi von 1753.
- Chiesa del Gonfalone: Schmales Bauwerk des 16. Jahrhunderts am selben Platz mit baulichem Kontrast zwischen hell gestrichenen Flächen und architektonischen Gliedern aus Tuffstein sowie einem mittigen Glockenturm von 1864 im selben Stil.
- Palazzo Galli: An der Via San Giovanni hinter dem Rathaus stehender ansehnlicher Spätrenaissancepalast mit vierbogiger, durch Metallgitter geschlossener Portikus.
- Fontana Secca: Am gleichnamigen Platz befindlicher Renaissancebrunnen in Form einer Ädikula mit Bauinschrift und Wappen der Familie Orsini.
- Pfarrkirche San Giovanni Battista: Neben dem Brunnen stehendes Bauwerk von 1515 mit hoch aufragendem Glockenturm aus dem Jahre 1602 sowie reich gestaltetem gotischen Portal. Der dreischiffige Innenraum mit hölzerner Flachdecke von 1582 enthält eine Freskenausstattung der Gebrüder Federico und Taddeo Zuccari mit Szenen aus dem Marienleben bzw. dem Leben Johannes des Täufers; ein Gemälde der Enthauptung des Heiligen gilt als Werk von Giulio Romano.
- Madonna del Sorbo: Ländliche Kirche weit südlich von Campagnano mit einfacher Fassade, linkem Glockenturm und anschließendem Gebäude mit Portikus. Im dreischiffigen Innenraum mit Pfeilergliederung sind ein Fresko in der Apsiskalotte und ein hochmittelalterliches Gemälde Marias mit Kind zu sehen.
- Päpstliche Poststation an der Via Cassia Antica merklich weit im Südwesten vom historischen Zentrum entfernt: Am Orte eines für 1463 bezeugten Vorgängerbaus 1666 von Carlo Fontana errichtetes Gebäude mit einer Portikus von zehn Achsen; über der fünften ist ein Chigi-Wappen angebracht. Im Inneren befindet sich eine Kapelle, die durch einen kleinen Glockenstuhl an der linken Gebäudeschmalseite ausgewiesen ist und ein Fresko mit dem Martyrium des Bischofs Alexander besitzt. Links des Gebäudes diente ein breitgelagerter, als Fontanile bezeichneter Brunnen von 1627 als Viehtränke. Gegenüber steht auf der anderen Straßenseite der ehemalige Getreidespeicher, die Granai Chigi, mit sieben Achsen, über dessen mittlerem Rundbogenportal ebenfalls ein Chigi-Wappen hängt; in die Lünette des Holztores ist ein weiteres solches Wappen eingearbeitet. Heute ist im Hauptgebäude ein Hotel untergebracht, und aus früheren Zeiten wird auch Johann Wolfgang von Goethe als Gast genannt. Auf dem Gelände der Poststation wurde ein Stück der originalen Via Cassia freigelegt.
- Autodromo di Vallelunga: Rennstrecke von 3,6 Kilometern Länge für Auto- und Motorradrennen, 1957 eröffnet und nördlich von Campagnano gelegen.